# Little Computer People
Little Computer People («маленькие компьютерные человечки»), также известная как House-on-a-Disk («дом на диске») — компьютерная игра в жанре симулятора жизни, выпущенная в 1985 году компанией Activision для Commodore 64, Amstrad CPC, Atari ST, ZX Spectrum и Apple II. Версия для Amiga была выпущена в 1987 году. Также была выпущена версия для Famicom Disk System, изданная в Японии компанией DOG (дочерней компанией Square).

## Игровой процесс
Игра не включает условия выигрыша и проходит только на одном экране, на котором изображены интерьеры трёхэтажного дома в виде со стороны. Через некоторое время в доме поселяется анимированный персонаж (всегда мужчина, кроме версии для Famicom). Он начинает заниматься повседневными делами, такими как приготовление пищи, просмотр телепрограмм и чтение газеты. Игроки могут взаимодействовать с этим персонажем различными способами: вводить простые команды, которые персонаж исполняет, сыграть с ним в покер и предложить подарок. Иногда персонаж сам является инициатором взаимодействия, приглашая игрока сыграть в игру или написав ему письмо о своих чувствах и потребностях.
В каждой копии игры генерируется свой особенный персонаж, так что ни один симулируемый дом не похож на другие. Документация, поставлявшаяся с игрой, представляла «маленьких человечков» как реально существующих и живущих внутри компьютера (программа просто «выставляла их напоказ»), а игрок должен был о них заботиться.
Для Commodore 64 существовало две версии игры: дисковая, включавшая перечисленные возможности, и кассетная, в которой некоторые особенности были исключены. Так, в кассетной версии персонаж генерировался каждый раз при запуске игры (а не только при первой загрузке). В ней отсутствовала сцена «въезда» персонажа в новое жильё. Кроме того, в кассетной версии персонаж не имел памяти, осмысленно не общался с игроком, и с ним нельзя было сыграть в карты.

## Apple Town Story
Apple Town Story (яп. アップルタウン物語) — порт Little Computer People на Family Computer Disk System. Порт был выпущен Square Co. в 1987 году. Игровой процесс заключается в наблюдении за анимированной маленькой девочкой, которая бродит по дому и играет с котом. Интерактивность игры была довольно низкой, в ней практически отсутствовал сюжет и игровой процесс. Игра рассматривается как предшественник Тамагочи и Princess Maker.

## Дополнения
Как утверждается в «High Score!», планировался выпуск дополнений к игре в виде дисков с новой мебелью, а также «LCP Apartment», действие которой проходило в многоквартирном доме, в котором жило несколько взаимодействующих человечков. Эти дополнения, как и какие-либо продолжения игры так и не были выпущены.

## Восприятие
Игра была признана лучшей оригинальной игрой года голосованием на Golden Joystick Awards.
Уилл Райт, дизайнер серии игр The Sims, упоминал, что играл в Little Computer People, а также о том, что получил ценные комментарии о The Sims от создателя LCP, Рича Голда.